# Плюкфельдер Рудольф Володимирович
Плюкфельдер Рудольф Володимирович (нар. 6 вересня 1928, Новоорлівка, Українська РСР) — радянський важкоатлет, олімпійський чемпіон 1964 року, триразовий чемпіон світу та Європи, рекорсмен світу.

## Із життєпису
Походить із родини російських німців. Під час Другої світової війни родину депортовано до Сибіру, де розстріляли батька та старшого брата. З 1944 року проживав у м. Кисельовськ, працював шахтарем. Займався легкою атлетикою, у 1947—48 роках був чемпіоном Сибіру та Далекого Сходу з класичної боротьби. У 1949 році почав займатися важкою атлетикою під керівництвом тренера Л. Синька. У 1961 році перебрався з родиною до м. Шахти, де заснував школу важкої атлетики, серед його вихованців — Г. Безсонов, О. Вахонін, Д. Рігерт.
На початку 1990-х років переїхав до Німеччини.

## Спортивні досягнення
- 5-разовий чемпіон СРСР (1958—1962).
- 3-разовий чемпіон Європи (1959—1961).
- 2-разовий чемпіон світу (1959, 1961).
- Чемпіон Літніх Олімпійських ігор 1964 року (категорія до 82,5 кг).
- 12-разовий рекордсмен світу.